# Megalagrion oahuense
Megalagrion oahuense (лат.) — вид стрекоз из семейства Coenagrionidae, описанный австралийским энтомологом английского происхождения Томасом Блэкберном в 1884 году. Эндемик острова Оаху в Гавайском архипелаге. Филогенетически близкими видом является Megalagrion nesiotes.

## Описание
Голова и грудь чёрные. Верхняя и нижняя губа и задняя часть головы жёлтые. Заглазничные пятна неясные, соединены друг с другом. Переднегрудная полоса и нижняя часть боков груди и низ груди жёлтые. Длина задних крыльев 22 мм. Птеростигма ромбовидная. Между четырёхугольником и узелком на крыльях три ячейки. Ноги жёлтые с черными шипиками. Брюшко самца ярко-красное, чёрные по заднему краю сегментов, у самки — чёрное. Длина брюшка около 40 мм. Личинки длиной около 14 мм. На конце тела имеются короткие и толстые хвостовые жабры.

## Распространение
Известны только с острова Оаху вдоль наветренной стороны хребта Коолау в окрестностях Перл-Харбор. В горах встречается на высотах от 500 до 900 м над уровнем моря.

## Экология
Личинки развиваются в растительном опаде в лесах из древовидных папоротниковых Gleichenia linearis, Freycinetia и Cibotium. Имаго встречаются вдали от водоёмов. В лабораторных условиях имаго жили до 17 дней, питаясь мелкими чешуекрылыми, личинками и куколками жуков. В природе отмечали питание стрекоз чешуекрылыми, двукрылыми и пауками. Самки откладывают яйца на разлагающийся опад из папоротника. Окраска яиц бледно-оранжевая и длина 0,82 мм. Включён в Красный список угрожаемых видов МСОП со статусом VU (Уязвимые виды).

## Кариотип
Диплоидный набор хромосом состоит из 28 хромосом. Длина бивалентов на стадии метафазы лежит в диапазоне от 2 до 4,6 мкм. Хиазма одиночная.